# Лео Слезак
Лео Слезак (нім. Leo Slezak; 18 серпня 1873, Шумперк, Австро-Угорщина — 1 червня 1946, Роттах-Егерн, Німеччина) — оперний тенор та кіноактор чесько-німецького походження.

## Життєпис
Народився у чесько-німецькій родині, батько — Лео Рудольф Слезак працював мельником на власному млині. Навчався в А. Робінсона в Брно, згодом у Яна Решке в Парижі. Після дебюту 17 березня 1896 року у головній ролі в «Лоенґріні», протягом року співав у Гофопері Берліна. У 1899 році перебрався до Вроцлава, де познайомився з майбутньою дружиною, акторкою Ельзою Вертхайм. Згодом виступав у Лондоні та Відні. Після тріумфу в ролі Арнольда у «Вільямі Теллі» Россіні його контракт продовжено на наступні сезони аж до 1933 року. Серед його ролей Отелло в опері Верді, Герман у «Піковій дамі» Чайковського, Рауль у «Гугенотах» Меєрбера. Окрім провідних європейських сцен, виступав у Метрополітен-опера. Завершив оперну кар'єру роллю Каніо в «Паяцах» Леонкавалло на сцені Wiener Staatsoper 26 вересня 1933 року. Також знявся в багатьох фільмах, переважно в комічних ролях. Згодом описав епізоди своєї творчості в гумористичних спогадах.